# Welterbe in Serbien
Zum Welterbe in Serbien gehören (Stand 2018) fünf UNESCO-Welterbestätten, alles Stätten des Weltkulturerbes. Die erste Welterbestätte wurden 1979 in die Welterbeliste aufgenommen, als Serbien noch eine der sechs Teilrepubliken von Jugoslawien war, eine weitere folgte 1986. Die Rechtsnachfolge Jugoslawiens bei der Welterbekonvention trat Serbien 2001 an, die erste eigene Welterbestätte folgte 2004. Die bislang letzte Welterbestätte wurde 2016 eingetragen, eine Stätte steht auf der Liste des gefährdeten Welterbes.
Die Welterbestätten im Kosovo wurden 2004, nachdem dort ein Pogrom gegen serbische Kulturgüter erfolgte, von der UNESCO in die Liste der bedrohten Kulturerbes aufgenommenen. Ein Antrag Albaniens 2015 den Kosovo in die UNESCO aufzunehmen verhinderte der damalige Botschafter Serbiens bei der UNESCO Darko Tanasković in einem knappen Abstimmungsergebnis. Hierbei war vor allem die Ausgangslage, dass nur UN-Mitglieder auch ein Statut bei der UNESCO beantragen können ein wesentliches Argument des serbischen Botschafters. Die Welterbestätten im Kosovo werden wegen der rechtlich unklaren Situation des Kosovos und der dort schwierigen Sicherheitslage seit 2006 auf der Roten Liste des gefährdeten Welterbes geführt.

## Welterbestätten
Die folgende Tabelle listet die UNESCO-Welterbestätten in Serbien in chronologischer Reihenfolge nach dem Jahr ihrer Aufnahme in die Welterbeliste (K – Kulturerbe, N – Naturerbe, K/N – gemischt, (G) – auf der Liste des gefährdeten Welterbes).
| Bild                                         | Bezeichnung                                         | Jahr | Typ   | Ref. | Beschreibung |
| -------------------------------------------- | --------------------------------------------------- | ---- | ----- | ---- | --- |
| Kloster Sopoćani                             | Stari Ras und Sopocani                              | 1979 | K     | 96   | umfasst das mittelalterliche Zentrum der Stadt Stari Ras, der mittelalterlichen Hauptstadt des serbischen Fürstentums Raszien, und einige Anlagen in deren Umgebung: das Kloster Sopoćani, die Peterskirche und das Kloster Djurdjevi Stupovi                                                                                |
| Kloster Studenica                            | Kloster Studenica (Lage)                            | 1986 | K     | 389  | |
| Kloster Visoki Dečani                        | Mittelalterliche Denkmäler im Kosovo                | 2004 | K (G) | 724  | umfasste zunächst das Kloster Visoki Dečani, 2006 erweitert um das Patriarchenkloster Peć, das Kloster Gračanica und die Kirche der Jungfrau von Ljeviša. |
| Romuliana, Palast des Galerius bei Gamzigrad | Romuliana, Palast des Galerius bei Gamzigrad (Lage) | 2007 | K     | 1253 | Ruinen einer Palastanlage (Romuliana) bei Gamzigrad, Altersruhesitz des Tetrarchenkaisers Galerius (293–311) |
| Stećci – Mittelalterliche Grabsteine         | Stećci – Mittelalterliche Grabsteine                | 2016 | K     | 1504 | Stećci (Singular Stećak) sind Grabsteine in der Balkanregion, die meist auf das 14. und 15. Jahrhundert datiert werden. In Serbien wurden drei Stätten zum Welterbe erklärt: Perućac und Rastište in Bajina Bašta und Hrta in Prijepolje. Weitere Stätten befinden sich in Kroatien, Bosnien und Herzegowina und Montenegro. |

## Tentativliste
In der Tentativliste sind die Stätten eingetragen, die für eine Nominierung zur Aufnahme in die Welterbeliste vorgesehen sind.
Mit Stand 2021 sind 11 Stätten in der Tentativliste von Serbien eingetragen, die letzte Eintragung erfolgte 2019. Die folgende Tabelle listet die Stätten in chronologischer Reihenfolge nach dem Jahr ihrer Aufnahme in die Tentativliste.
| Bild                                        | Bezeichnung                                   | Jahr | Typ | Ref. | Beschreibung |
| ------------------------------------------- | --------------------------------------------- | ---- | --- | ---- | --- |
| (weitere Bilder)                            | Nationalpark Đerdap                           | 2002 | N   | 1693 | |
| (weitere Bilder)                            | Deliblater Sand                               | 2002 | N   | 1695 | Naturschutzgebiet mit Binnendünen in der Provinz Vojvodina, umgangssprachlich auch Europäische Sahara genannt.               |
| (weitere Bilder)                            | Nationalpark Šara                             | 2002 | N   | 1697 | |
| (weitere Bilder)                            | Nationalpark Tara                             | 2002 | N   | 1698 | |
| (weitere Bilder)                            | Đavolja varoš                                 | 2002 | N   | 1700 | |
| (weitere Bilder)                            | Wehrkloster Manasija (Lage)                   | 2010 | K   | 5536 | |
| Negotinske Pivnice                          | Negotinske Pivnice                            | 2010 | K   | 5537 | Weinkeller im Bereich von Opština Negotin                                                                                    |
| (weitere Bilder)                            | Festung von Smederevo (Lage)                  | 2010 | K   | 5538 | Festungsanlage bei der Stadt Smederevo an der Mündung der Jezava in die Donau                                                |
| (weitere Bilder)                            | Archäologische Stätte Iustiniana Prima (Lage) | 2010 | K   | 5539 | |
| Grenzen des Römischen Reiches               | Grenzen des Römischen Reiches                 | 2015 | K   | 6060 | Geplante Erweiterung der Welterbestätte Grenzen des Römischen Reiches um Stätten des Donaulimes zwischen Neštin und Rakovica |
| Kulturlandschaft von Bač und seine Umgebung | Kulturlandschaft von Bač und seine Umgebung   | 2019 | K   | 6386 | Dieselbe Nominierung bestand bereits seit 2010 (Ref. 5540) jedoch als Vorschlag zum Kultur- und Naturerbe.                   |

## Ehemalige Welterbekandidaten
Diese Stätten standen früher auf der Tentativliste, wurden jedoch wieder zurückgezogen oder von der UNESCO abgelehnt.
Stätten, die in anderen Einträgen auf der Tentativliste enthalten oder Bestandteile von Welterbestätten sind, werden hier nicht berücksichtigt.
| Bild                                                                                         | Bezeichnung                                                                                  | Jahr      | Typ | Ref. | Beschreibung |
| -------------------------------------------------------------------------------------------- | -------------------------------------------------------------------------------------------- | --------- | --- | ---- | --- |
| Alte Buchenwälder und Buchenurwälder der Karpaten und anderer Regionen Europas (Erweiterung) | Alte Buchenwälder und Buchenurwälder der Karpaten und anderer Regionen Europas (Erweiterung) | 2018–2021 | N   | 6394 | Es handelte sich um eine geplante Erweiterung der Welterbestätte um weitere Buchenwälder. In Serbien umfasste der erste Vorschlag von 2018 (Ref. 6324) 11 Schutzgebiete. Ein überarbeiteter Vorschlag enthielt dann lediglich 5 Wälder im Fruška Gora Nationalpark, im Nationalpark Tara und National Park Kopaonik. 2021 wurde die Eintragung von der IUCN abgelehnt. |